# 劉書瑋
劉書瑋（1993年10月16日—，遊戲代號：西門夜說，Westdoor），是一名台灣電子競技職業選手、實況主 ，前隸屬於競酷數位旗下的ahq e-Sports Club職業戰隊，2019年宣布退役，後擔任實況主與賽評。於《英雄聯盟》台港澳伺服器使用ID「西門夜說」而得名，擅長英雄有飛斯、劫、逆命，在2015年英雄聯盟世界大賽用飛斯單殺當時無敵的大魔王「Faker」李相赫二次，而被粉絲稱為「飛斯本人」。

## 職業經歷
2012年，西門夜說與曜越科技簽約成為旗下「曜越鬥龍隊」隊員。曜越科技在簽約時將曜越鬥龍隊宣傳為「職業戰隊」，隨後西門卻發現曜越並未安排訓練、並改稱鬥龍隊為旗下「業餘戰隊」，最後西門考量曜越無心經營和待遇問題下申請離隊。
原雙方已協調，西門卻在遊戲實況中發表不利曜越科技的言詞而遭曜越科技刁難，最後雙方透過臺北市政府勞工局調解委員會達成和解；但西門必須退還所有贊助，並且往後半年內不得加入任何職業隊伍，否則必須支付違約金新台幣五十萬元給曜越科技。
禁賽條款到2013年2月28日正式結束。3月1日，西門夜說和曾經同為鬥龍隊成員的蘭特正式與鈦宇數位簽約成為戰隊「ahq e-Sports Club」的一員，並首度舉行線上直播的簽約記者會，最高時段有一百萬名觀眾收看該場記者會網路直播。
2018年1月3日宣布暫別電競圈，不參加LMS春季賽。
2019年1月7日宣布退役。
2020年受崑山科技大學邀請擔任「崑大閃電虎」教練及「電腦與遊戲開發科學學士學位學程」助理教授。
2022年鍇睿行銷主辦之「2022亞洲電子競技公開賽」，實況主西門夜說、BeBe、「咪咪蛋」游立宏組成參賽隊伍「抱歉了西門」。

## 私人生活
西門夜說之妻為實況主「薇薇」陳文薇，結婚後仍在Twitch開直播，為台灣網路流行語「抱歉了西門」之始，2023年1月宣布與凱琪娛樂解約、與西門共同經營自己公司。
2017年9月21日，西門透過ahq e-Sports Club宣布自己已經晉升成「西門爸爸」、日前和薇薇一起產下大女兒「芮芮」的好消息。2021年1月12日，西門透過Facebook發布產下二女兒的好消息。
2022年10月29日第4屆走鐘獎頒獎典禮，為西門首次出席走鐘獎頒獎典禮。2022年11月，薇薇首度與西門公開參加WirForce。

## 外部連結
- 劉書瑋的Instagram帳戶
- YouTube上的劉書瑋頻道
- 西門夜說粉絲團的Facebook專頁
- 劉書瑋的Twitch频道
- 西門夜說生涯資料 （页面存档备份，存于）
- 崑山科技大學電腦與遊戲發展科學學士學位學程劉書瑋助理教授 教師履歷

（页面存档备份，存于）